# 博洛涅塔
博洛涅塔（義大利語：Bolognetta），是意大利西西里大区巴勒莫广域市的一个市镇。总面积27平方公里，人口4022人，人口密度149.0人/平方公里（2009年）。ISTAT代码为082011。